# Chorisoneura janeirensis
Chorisoneura janeirensis es una especie de cucaracha del género Chorisoneura, familia Ectobiidae. Fue descrita científicamente por Princis en 1951.
Habita en Brasil.